# 詹姆斯·格尼
詹姆斯·格尼（英語：James Gurney，1958年6月14日—）是一名美國藝術家和作家，以他的繪本系列《恐龍夢幻國》而知名，該系列以19世紀探險家的日記型式呈現，來自一個人類和恐龍共居的島嶼烏托邦。他住在紐約州哈德遜河谷的萊茵貝克。格尼也是一位古生物藝術家，他在他的畫中描繪和恢復了已滅絕的動物，如鳥類和非鳥類的恐龍。

## 早期生活
格尼在加利福尼亞州的帕羅奧圖長大，是喬安娜和羅伯特·格尼（一位機械工程師）五個孩子中最小的一個。在作坊的鼓勵下，她製作了木偶、滑翔機、面具和風箏，並通過有關插畫家霍華德·皮爾和諾曼·洛克威爾的書籍自學繪畫。
他在加州大學柏克萊分校主修考古學，在1979年以菲貝塔卡帕學會的榮譽獲得人類學學士學位。之後他在加州帕薩迪納的藝術中心設計學院學了幾個學期的插畫。在一次乘坐貨運列車的跨國冒險中，他和湯瑪斯·金凱德在1983年共同出版《藝術家寫生指南》（The Artist’s Guide to Sketching）。格尼與金凱德還為拉爾夫·巴克希和法蘭克·法拉捷特共同製作的動畫電影《冰火神魔》擔任背景場景的畫家。

## 作品
格尼的自由插畫生涯開始於1980年代，在此期間他發展了他特有的對奇幻場景的寫實渲染，用類似於學術現實主義與黃金時代繪畫的方法用油彩繪製。他為科幻小說和幻想平裝小說畫了70多個封面，還為美國郵政局創作了一些郵票設計，最著名的是1996年的《The World of Dinosaurs》。
1983年起，他開始為《國家地理》雜誌做了幾十項工作，包括重建古代莫切、庫施和伊特拉斯坎文明，以及為蒂姆·塞韋林做的傑森與奧德修斯的航行。
研究這些考古學重建所帶來的靈感導致他創作了一系列失落世界的全景圖，包括《Waterfall City》（1988年）和《Dinosaur Parade》（1989年）。在退休的出版商伊恩和貝蒂·巴蘭汀的鼓勵下，他停止了他的自由職業，投入兩年時間來寫作和插畫《恐龍夢幻國》，並於1992年出版《Dinotopia: A Land Apart from Time》。這本書登上《紐約時報》的暢銷書排行榜，並贏得雨果獎、世界奇幻獎、切斯利獎、光譜獎和科羅拉多兒童圖書獎，該書銷量超過100萬冊，並被翻譯成18種語言。
由格尼編寫與插畫的《恐龍夢幻國》續集包括《Dinotopia: The World Beneath》（1995年）、《Dinotopia: First Flight》（1999年）和《Dinotopia: Journey to Chandara》（2007年）。格尼在《Dinotopia》書籍中的原創作品已經在史密松寧學會的美國國立自然史博物館、諾曼·洛克威爾博物館和加拿大皇家蒂勒爾博物館展出，目前正在美國與歐洲的博物館中巡迴展出。
格尼在近期寫了兩本藝術指導書籍：《Imaginative Realism: How to Paint What Doesn't Exist》（2009年），一本關於畫不存在之物的書，以及《Color and Light: A Guide for the Realist Painter》（2010年）。這些書是根據格尼的部落格文章所編寫的，他在其中給現實主義和奇幻藝術家提供實用的建議。2012年2月21日，格尼被藝術復興中心選為「活著的大師」。
2014年，格氏蠻龍被命名以紀念格尼。

## 延伸閱讀
- Debus, Allen A.  1st. Jefferson, North Carolina, and London: McFarland & Company, Inc. 2006. ISBN 978-0-7864-2672-0.
- Hintz, Carrie; Elaine Ostry. . New York and London: Routledge. 2003. ISBN 0-415-94017-6.
- Reed, Walt. . New York, NY: Watson-Guptill Publications. 2001. ISBN 0-8230-2523-3.

## 外部連結
- 詹姆斯·格尼官方網站 （页面存档备份，存于）
- 恐龍夢幻國官方網站
- 詹姆斯·格尼的部落格 （页面存档备份，存于）
- 出版社網站